# Dendryphantes chuldensis
Dendryphantes chuldensis là một loài nhện trong họ Salticidae.
Loài này thuộc chi Dendryphantes. Dendryphantes chuldensis được Jerzy Prószyński miêu tả năm 1982.